# Luigi Bennani
Luigi Bennani (Fabriano, 20 agosto 1884 – Fabriano, 8 novembre 1978) è stato un avvocato e politico italiano.

## Biografia
Laureato in giurisprudenza, è stato membro dell'Assemblea Costituente, deputato PSU della I legislatura della Repubblica Italiana dopo le elezioni politiche del 1948, ricoprendo per breve tempo l'ufficio di Vicepresidente della Camera dal 5 febbraio al 24 giugno 1953, e fu il primo sindaco dopo la Liberazione di Fabriano (1944-1946). È stato nominato membro del consiglio di amministrazione della RAI negli anni cinquanta.
Iscritto ai gruppi parlamentari:
- Partito Socialista Italiano dal 15 luglio 1946 al 3 febbraio 1947
- Partito Socialista dei Lavoratori Italiani dal 3 febbraio 1947 al 31 gennaio 1948
- Unità Socialista dal 1º giugno 1948 al 31 gennaio 1950
- Partito Socialista dei Lavoratori Italiani dal 31 gennaio 1950 al 18 maggio 1951, di cui è stato capogruppo.
- Partito Socialista Italiano - Sezione Italiana dell'Internazionale Socialista (PS-SIIS) dal 18 maggio 1951 al 29 gennaio 1952
- Partito Socialista Democratico Italiano dal 29 gennaio 1952 al 24 giugno 1953.

Fece parte della Massoneria, fu iniziato il 17.5. 1919 nella Loggia "Gentile da Fabriano" a Fabriano.